# 제8회 들꽃영화상
제8회 들꽃영화상은 2021년 5월 21일에 열린 시상식이다.

## 수상 및 후보

### 대상
- 찬실이는 복도 많지 - 김초희 수상

### 극영화 감독상
- 남매의 여름밤 - 윤단비 수상
- 찬실이는 복도 많지 - 김초희
- 프랑스여자 - 김희정
- 후쿠오카 - 장률
- 겨울밤에 - 장우진
- 사라진 시간 - 정진영
- 도망친 여자 - 홍상수

### 다큐멘터리 감독상
- 동아시아반일무장전선 - 김미례 수상
- 바다로 가자 - 김량
- 디어 마이 지니어스 - 구윤주
- 안녕, 미누 - 지혜원
- 증발 - 김성민

### 민들레상
- 내언니전지현과 나 - 박윤진 수상

### 극영화 신인감독상
- 사라진 시간 - 정진영 수상

### 남우주연상
- 파도를 걷는 소년 - 곽민규 수상
- 기도하는 남자 - 박혁권
- 겨울밤에 - 양흥주
- 나는 나를 해고하지 않는다 - 오정세
- 국도극장 - 이동휘
- 사라진 시간 - 조진웅

### 여우주연상
- 프랑스여자 - 김호정 수상
- 찬실이는 복도 많지 - 강말금
- 도망친 여자 - 김민희
- 빛과 철 - 염혜란
- 69세 - 예수정
- 초미의 관심사 - 조민수

### 시나리오상
- 나는 나를 해고하지 않는다 - 이태겸 외 1명 수상
- 사라진 시간
- 욕창
- 찬실이는 복도 많지
- 프랑스여자

### 촬영상
- 프랑스여자 - 박정훈 수상
- 겨울밤에
- 럭키 몬스터
- 바람의 언덕
- 여름날

### 신인배우상
- 찬실이는 복도 많지 - 강말금 수상
- 욕창 - 강애심
- 초미의 관심사 - 치타
- 에듀케이션 - 김준형
- 에듀케이션 - 문혜인
- 잔칫날 - 하준

### 조연상
- 국도극장 - 이한위 수상

### 공로상
- 표영수 수상

### 프로듀서상
- 잔칫날 - 홍이연정 수상

### 스태프상
- 카오산 탱고 - 정태호 외 1명 수상

### 저예산 장르영화
- 팡파레 - 이돈구 수상
- 공수도 - 채여준
- 호텔 레이크 - 윤은경
- 이별식당 - 임왕태
- 선샤인 패밀리 - 김태식
- 아홉수 로맨스 - 이새별